# Platja de Silgar
La platja de Silgar és una platja situada al tram de costa urbà del municipi de Sanxenxo, a la província de Pontevedra. Té la distinció de Bandera blava.
Té una extensió de 750 metres i està acompanyada en tot el seu recorregut per un passeig marítim. Està separada de la platja de Baltar, a la localitat de Portonovo, per la punta d'O Vicaño.